# 徐尚
徐尚（1535年—？年），字志伯，四川重慶府涪州人，軍籍。

## 生平
二月二十六日生，行一，治《易經》，由州學生中式四川鄉試第三十八名舉人，年二十八歲中式嘉靖四十一年（1562年）壬戌科會試第二百五十九名，第三甲第一百八十九名進士。授推官，隆慶元年（1567年）二月选授南京兵科给事中，曾弹劾兵部右侍郎吴桂芳、南京国子监司业金达，疏陳南京营政五事，出为扬州府知府，六年（1572年）三月升云南按察司副使、整饬曲靖等处兵备。

## 家族
曾祖徐得中；祖徐曰祖；父徐行；母周氏。具慶下，妻曾氏，弟來；翔。